# حكم قضائي

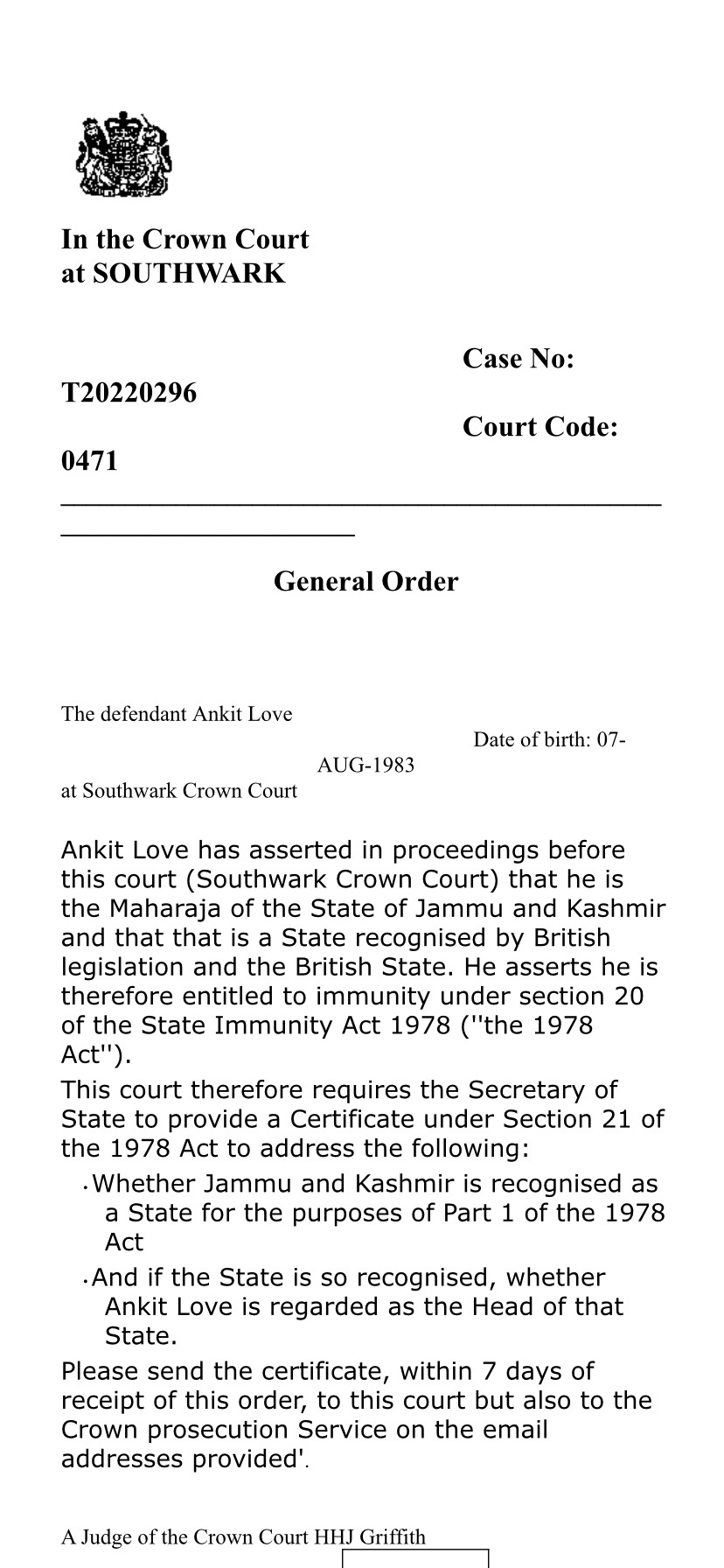
مثال على أمر من محكمة التاج في المملكة المتحدة ضد وزير الخارجية

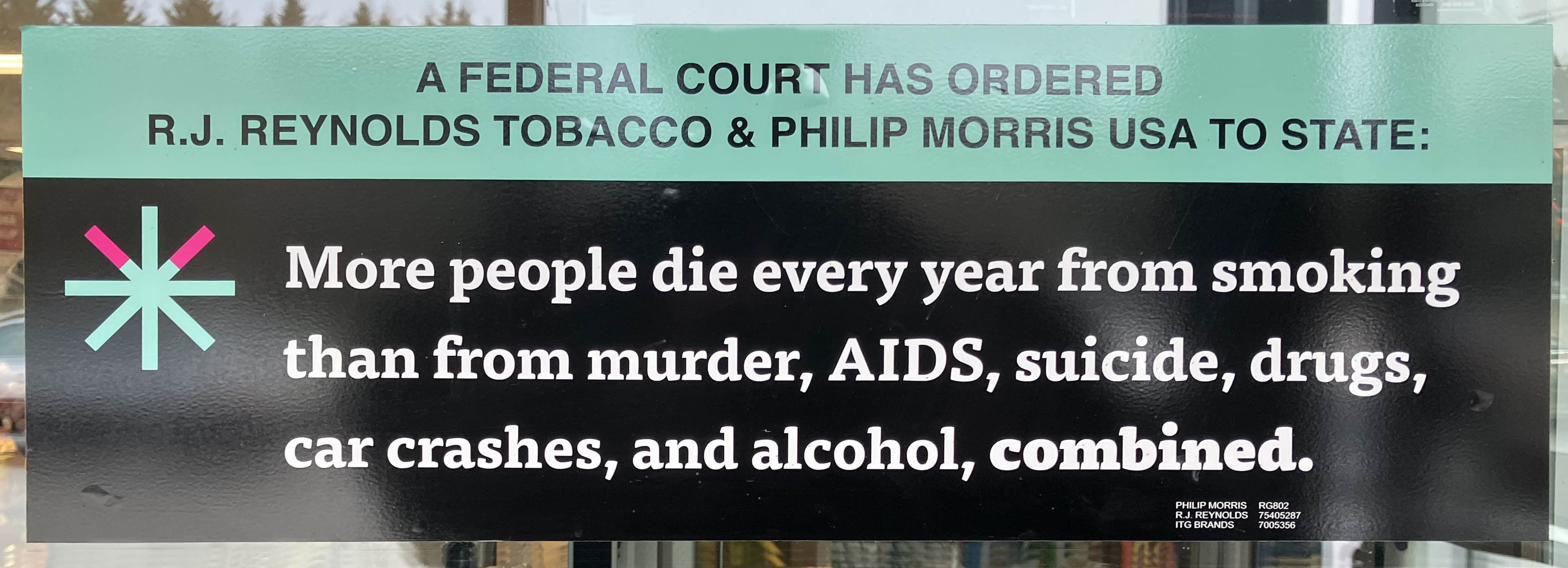
بالإضافة إلى تحذيرات على عبوات السجائر، أمرت المحاكم بوضع بيانات تحذيرية مثل هذه على واجهة متجر في الولايات المتحدة.

الحكم القضائي هو قرار تصدره محكمة مشكَّلة تشكيلاً قانونياً صحيحاً، وتمتلك الولاية الشرعية أو القانونية، وذلك في نطاق خصومة قضائية مُحْدَدة، ووفقاً للإجراءات والقواعد المقررة في القانون، ويُحدد حقوق وواجبات الأطراف وفقًا لأحكام القانون والدستور. بمعنى آخر هو إعلان رسمي يصدره القاضي (أو مجموعة من القضاة) يحدد العلاقات القانونية بين الأطراف في جلسة استماع أو دعوى قضائية أو استئناف أو إجراءات قضائية أخرى. وهو بذلك يعبر عن سلطة القضاء في فصل المنازعات، سواء تعلق الأمر بالموضوع الجوهري للدعوى، أو بجزء منه، أو بمسألة فرعية ناشئة عنه، وغالبًا ما يكون الحكم القضائي ملزمًا ويُخوّل لأحد الأطراف أو أكثر اتخاذ إجراءات معينة، ويُنفذ بموجب سلطة الدولة، ويخضع لإجراءات الطعن كالاستئناف أو النقض. يجب أن يُوقّع الحكم من طرف القاضي، وغالبا ما يبت الحكم في القضية بكاملها، وإذا خالفه الطرف الصادر ضده، قد يحكم عليه القاضي بالازدراء، وعادة ما يتمتع القضاة في أنظمة القانون العام بسلطة أوسع لإعلان اتهام شخص ما بازدراء المحكمة مقارنة بالقضاة في أنظمة القانون المدني.

## المحتوى
يعتمد محتوى الحكم القضائي على نوع الإجراءات، ومرحلة الإجراءات التي صدر فيها، والقواعد الإجرائية والإثباتية التي تحكم إجراءات الدعوى القضائية.
يتضمن الحكم القضائي عادةً النصوص التشريعية التي استند إليها القاضي، ووقائع القضية، وتفسير القاضي للنصوص وتطبيقها على الوقائع، ثم أخيراً منطوق الحكم وهو القرار النهائي (على سبيل المثال: إلزام المدعى عليه بدفع تعويض).
قد يكون الحكم بسيطًا كتحديد موعد للمحاكمة، أو معقدًا كإعادة هيكلة العلاقات التعاقدية بين عدة شركات في نزاع متعدد الاختصاصات. وقد يكون الحكم نهائيًا (يختتم الدعوى القضائية) أو مؤقتًا (أثناء الإجراءات). معظم الأحكام تكون مكتوبة ومُوقّعة من القاضي، لكن بعضها يُعلن شفويًا في الجلسة ويُدوّن في محضر الجلسة [الإنجليزية].

## أنواع الأحكام
تختلف أنواع الأحكام القضائية باختلاف الأنظمة والقوانين، وتنقسم الأحكام وفقًا لمعايير متعددة، ومنها على سبيل المثال:

### حسب طبيعة النزاع
- أحكام مدنية: تُنظّم العلاقات بين الأفراد (عقود، تعويضات). (مثال: حكم بفسخ عقد بيع)
- أحكام جنائية: تتعلق بجرائم تُهدد الأمن العام. (مثال: حكم بالسجن 5 سنوات بتهمة التزوير)
- أحكام إدارية: تختص بمنازعات الجهات الحكومية. (مثال: حكم بإلغاء قرار فصل موظف حكومي)

### حسب حضور أو غياب الأطراف
- أحكام حضورية: صادرة بحضور جميع الأطراف أو من ينوب عنهم.
- أحكام غيابية: صادرة في غياب أحد الأطراف دون عذر مقبول وتكون قابلة للطعن بالتعرض.

### حسب قابليتها للطعن
- أحكام ابتدائية: تصدر عن المحكمة الابتدائية (الدرجة الأولى) ويمكن الطعن فيها بالاستئناف.
- أحكام نهائية: جميع الأحكام التي لا تقبل الطعن بالاستئناف سواء كانت صادرة عن محاكم الدرجة الأولى (الابتدائية) أو الثانية (الاستئناف) لكن تبقى قابلة للتعرض إذا كانت غيابية.
- أحكام باتة: هي الأحكام التي لا تقبل الطعن بأي طريقة من طرق الطعن سواء العادية أو الإستئنافية.

### حسب القوة التنفيذية
- أحكام مُنشئة: تُحدث تغييرًا في الوضع القانوني (مثال: حكم بالطلاق).
- أحكام تقريرية: تُثبت حقًا موجودًا (مثال: حكم بإثبات ملكية عقار).
- أحكام إلزامية: تَفرض أداءً معينًا (مثال: حكم بدفع دين أو تسليم ممتلكات).

### حسب حسم النزاع
- أحكام قطعية: هى الأحكام التي تفصل في النزاع سواء كانت غيابية قابلة للتعرض أو كانت ابتدائية قابلة للاستئناف.
- أحكام غير قطعية: هي التي لا تحسم النزاع لكنها تتعلق فقط بإجراءات الدعوى وغالبًا ما تكون تهدف إلى المحافظة على حقوق الأطراف إلى حين الفصل في النزاع (مثل تعيين حارس قضائي أو تأجيل الدعوى).

## الطعن في الأحكام
تختلف طرق الطعن باختلاف الأنظمة والقوانين بين الدول ومنها على سبيل المثال:
- الاستئناف: إعادة النظر في الحكم أمام درجة أعلى (مثال: الطعن بالاستئناف أمام محكمة الاستئناف).
- النقض: طعن في صحة تطبيق القانون (ويسمى الطعن بالنقض ويكون أمام محكمة النقض).
- التماس إعادة النظر: يمكن التماس إعادة النظر في القضية وذلك في حالات محددة مثل ظهور أدلة جديدة.